# Marziano Ciotti
 (Gradisca d'Isonzo, 13 agosto 1839 – Udine, 19 settembre 1887) è stato un patriota italiano, componente della spedizione dei Mille di Garibaldi e ricordato da Garibaldi stesso nelle sue memorie come uno tra i volontari più valorosi.

## Biografia
Nacque a Gradisca d'Isonzo allora sotto la sovranità asburgica e dopo gli studi superiori si iscrisse alla facoltà di Giurisprudenza di Padova diventando amico di Ippolito Nievo.
Dalla seconda guerra d'Indipendenza del 1859, partecipò sempre alle chiamate garibaldine. L'anno successivo partì da Quarto con i Mille e partecipò a tutte le battaglie fino alla vittoria finale del Volturno. Sull'Aspromonte nel 1862 assistette Garibaldi ferito dalle truppe sabaude per impedirgli di prendere Roma. Partecipò ai Moti del Friuli del 1864 (l'ultimo moto risorgimentale mazziniano). Combatté a Bezzecca nella terza guerra d'Indipendenza. Durante il tentativo del 1867 per la liberazione di Roma, Garibaldi gli scrisse questa lettera:
Monte Rotondo, 2 novembre 1867»
Marziano seguì Garibaldi anche in Francia nella guerra franco-prussiana del 1870 per cui fu decorato con la Legion d'Onore.
Per fedeltà allo spirito garibaldino rifiutò sempre di entrare nell'esercito regolare.
Passò il resto dei suoi giorni a Montereale Valcellina. Nel 1887 morì suicida a Udine per annegamento nel canale Ledra, dopo aver raccomandato agli amici patrioti, in una lettera che gli venne trovata addosso, l'educazione dei propri figli.